# Antonio Faura
Antonio Faura Sanmartín (Tortosa,  Tarragona, 2 de marzo de 1945) es un abogado y político español, diputado al Congreso de los Diputados en dos legislaturas durante la Transición democrática.
Licenciado en Derecho por la Universidad de Zaragoza, es miembro de la junta de gobierno del Colegio de Abogados de Tortosa. Fue elegido diputado al Congreso en las elecciones generales de 1977 y 1979, dentro de la candidatura de Centristes de Catalunya-UCD por la circunscripción de Tarragona. Durante la I legislatura fue miembro de la dirección y secretario general del Grupo Parlamentario Centrista). Con la desaparición de UCD tras la derrota electoral en 1982, se incorporó a Alianza Popular, formación con la que fue concejal del ayuntamiento de Tortosa.